# Mistrz Tryptyku Morrisona
Mistrz Tryptyku Morrisona – anonimowy malarz niderlandzki czynny w latach 1500-1510 w Antwerpii; czasem identyfikowany z Simonem van Herlem (Haarlem), czynnym w Antwerpii w latach 1502-1524.   
Swoje miano otrzymał od tytułu tryptyku przedstawiającego Marię z Dzieciątkiem adorowaną przez aniołów i świętych Janów, znanego również jako Tryptyk Morrisona (od kolekcji Morrisona z Fronthill, w której pierwotnie się znajdował). Dzieło wzorowane było na wiedeńskim Tryptyku świętych Janów Hansa Memlinga. 
Prace Mistrza Tryptyku Morrisona wzorowane były na dziełach haarlemskich artystów, m.in. Mistrza Virgo inter Virgines, Geertgena tot Sint Jansa.